# París-Roubaix 2010

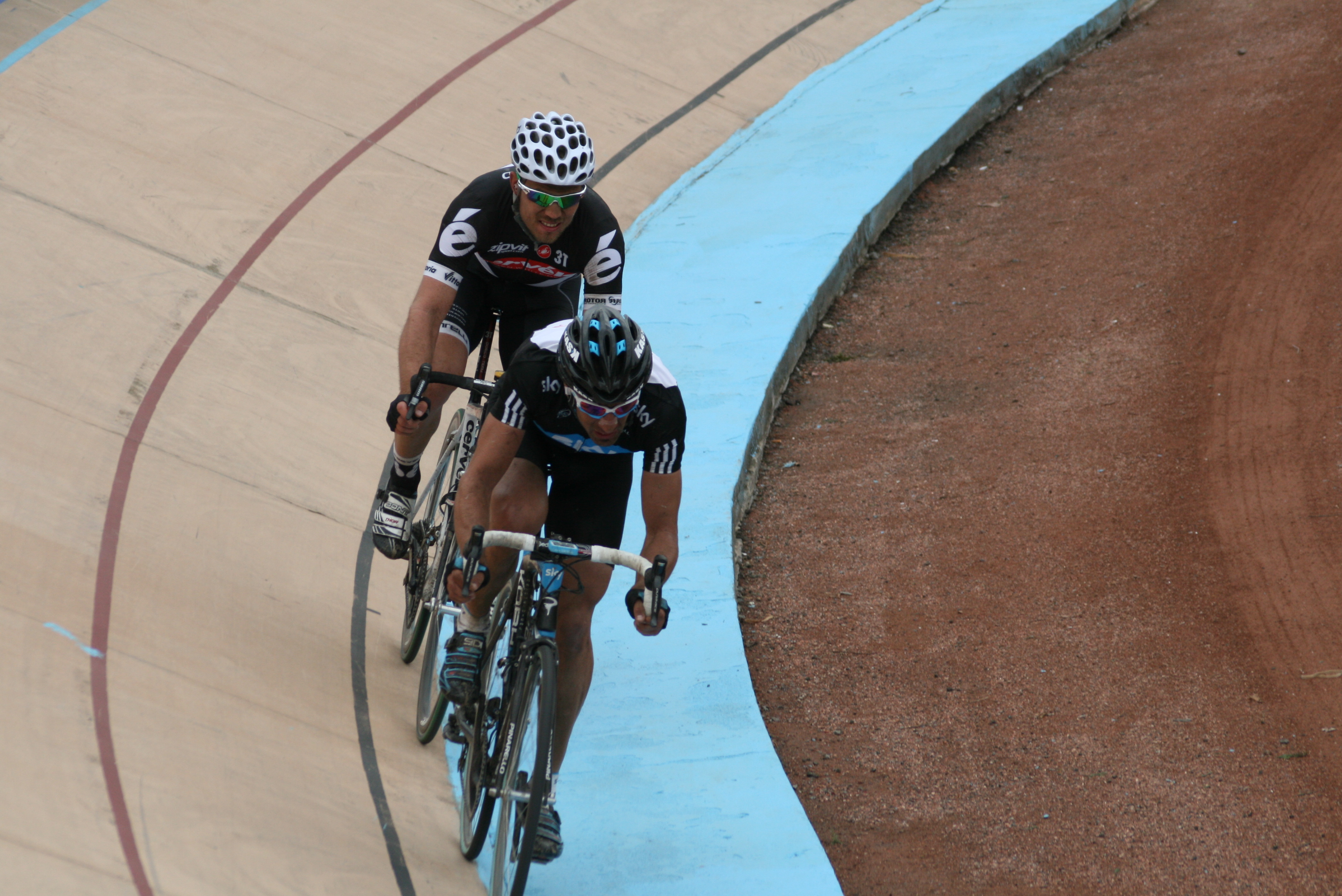
Thor Hushovd i Juan Antonio Flecha en l'arribada de la cursa

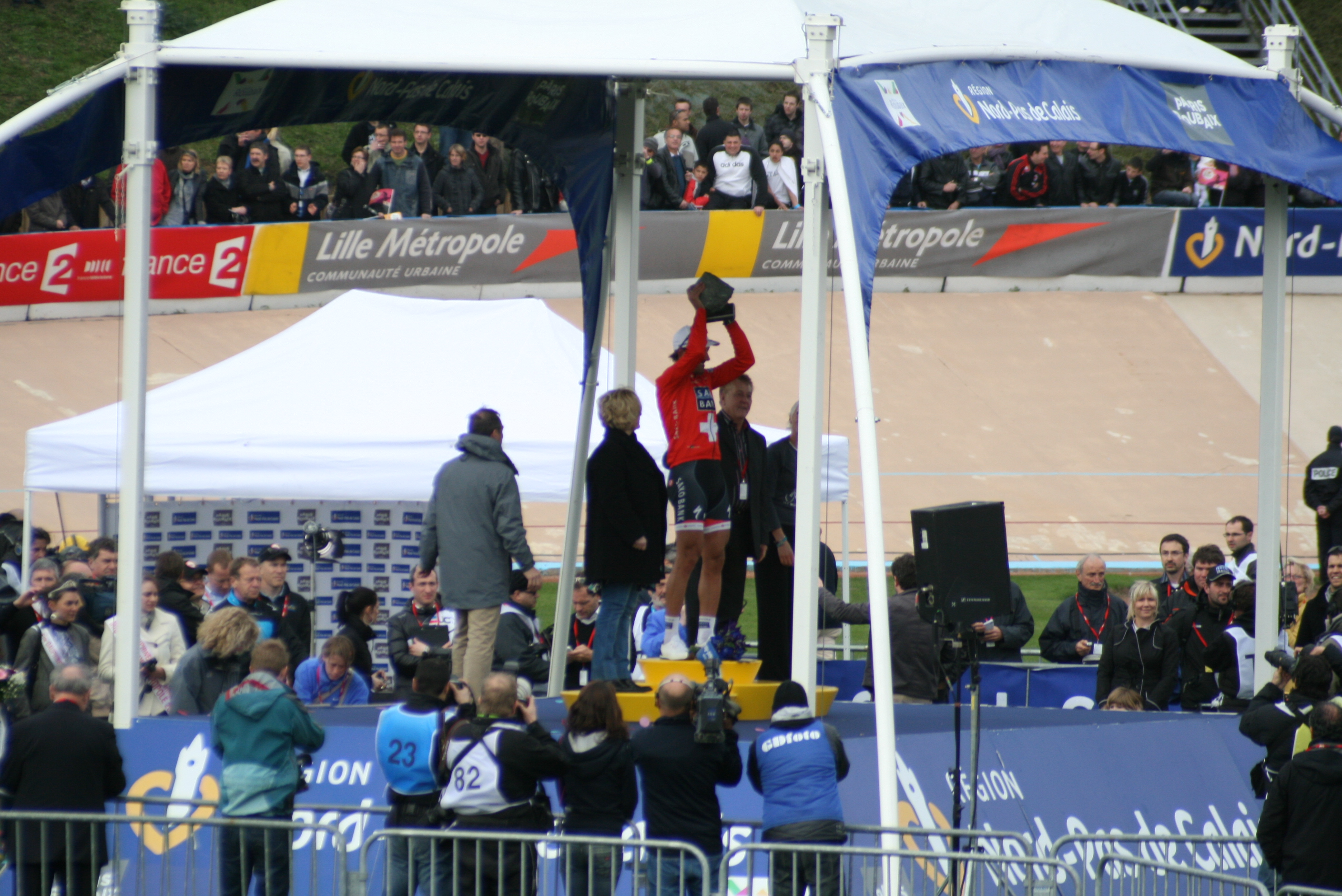
Fabian Cancellara al pòdium

La París-Roubaix 2010 és l'edició 108 de la clàssica ciclista París-Roubaix. La cursa es disputarà l'11 d'abril de 2010 entre les viles de Compiègne i el velòdrom André Pétrieux de Roubaix. Aquesta és la novena prova del Calendari mundial UCI 2010.
El vencedor fou el suís Fabian Cancellara, que es presentà en solitari a l'arribada al velòdrom André Pétrieux de Roubaix després que ataqués a 50 km de l'arribada i deixés enrere tots els altres favorits. Superà en 2' els seus immediats perseguidors, Thor Hushovd i Joan Antoni Flecha.

## Recorregut
Francis Delrue, l'alcalde de la ciutat de Baisieux, va fer una ordenança municipal que prohibia el pas de la París-Roubaix pel sector de pavé del Carrefour de l'Arbre després de les nombroses destrosses als camps del voltant i l'agressivitat d'alguns espectadors que es produïren durant l'edició passada. Finalment, aquest sector, considerat un punt clau de la cursa, serà present a la cursa després que retirés l'ordenança.

### Sectors de pavé
| Sector | Quilòmetres | Localització                              | Llargada      | Dificultat    |
| ------ | ----------- | ----------------------------------------- | ------------- | ------------- |
| 27     | 98          | Troisvilles > Inchy                       | 2200 m        | 03            |
| 26     | 104,5       | Viesly > Quiévy                           | 1800 m        | 03            |
| 25     | 107         | Quiévy > Saint-Python                     | 3700 m        | 04            |
| 24     | 112         | Saint-Python                              | 1500 m        | 02            |
| 23     | 119,5       | Vertain > Saint-Martin-sur-Écaillon       | 2300 m        | 03            |
| 22     | 126,5       | Capelle-sur-Écaillon (Le-Buat)            | 1700 m        | 03            |
| 21     | 138,5       | Verchain-Maugré > Quérénaing              | 1600 m        | 03            |
| 20     | 141,5       | Quérénaing > Maing                        | 2500 m        | 03            |
| 19     | 144,5       | Maing > Monchaux-sur-Écaillon             | 1600 m        | 03            |
| 18     | 156         | Haveluy > Wallers                         | 2500 m        | 04            |
| 17     | 164         | Trouée d'Arenberg                         | 2400 m        | 05            |
| 16     | 176,5       | Hornaing > Wandignies-Hamage              | 3700 m        | 03            |
| 15     | 184         | Warlaing > Brillon                        | 2400 m        | 03            |
| 14     | 187,5       | Tilloy-lez-Marchiennes > Sars-et-Rosières | 2400 m        | 03            |
| 13     | 194         | Beuvry-la-Forêt > Orchies                 | 1400 m        | 03            |
| 12     | 199         | Orchies                                   | 1700 m        | 03            |
| 11     | 205         | Auchy-lez-Orchies > Bersée                | 2600 m        | 03            |
| 10     | 210,5       | Mons-en-Pévèle                            | 3000 m        | 05            |
| 9      | 216,5       | Mérignies > Pont-à-Marcq                  | 700 m         | 02            |
| 8      | 219,5       | Pont-Thibaut > Ennevelin                  | 1400 m        | 03            |
| 7      | 225,5       | Templeuve (L'Épinette)                    | 200 m         | 01            |
| 7      | 226         | Templeuve (Moulin-de-Vertain)             | 500 m         | 02            |
| 6      | 232,5       | Cysoing > Bourghelles                     | 1300 m        | 04            |
| 6      | 235         | Bourghelles > Wannehain                   | 1100 m        | 04            |
| 5      | 239,5       | Camphin-en-Pévèle                         | 1800 m        | 04            |
| 4      | 242         | Carrefour de l'Arbre                      | 2100 m        | 05            |
| 3      | 244,5       | Gruson                                    | 1100 m        | 02            |
| 2      | 251         | Hem                                       | 1400 m        | 01            |
| 1      | 257,5       | Roubaix                                   | 300 m         | 01            |
| Total  | Total       | Total                                     | 52.900 metres | 52.900 metres |

## Equips participants
Un total de vint-i-cinc equips prendran part en aquesta edició de la París-Niça, dos més que en les darreres edicions. D'aquests equips setze formen part de l'UCI-ProTour i nou són equips continentals:
- equips ProTour: AG2R La Mondiale, Caisse d'Epargne, Euskaltel–Euskadi, Garmin-Transitions, La Française des Jeux, Lampre-Farnese Vini, Liquigas-Doimo, Omega Pharma-Lotto, Quick Step, Rabobank ProTeam, Team Sky, Team HTC-Columbia, Team Katusha, Team Milram, Team RadioShack, Team Saxo Bank
- equips continentals: Acqua & Sapone, Androni Giocattoli, BBox Bouygues Telecom, BMC Racing Team, Cervélo TestTeam, Cofidis, Saur Sojasun, Skil-Shimano, Vacansoleil

## Resultat
|    | Ciclista                 | Equip              | Temps      | Calendari mundial UCI Punts |
| -- | ------------------------ | ------------------ | ---------- | --------------------------- |
| 1  | Fabian Cancellara (SUI)  | Team Saxo Bank     | 6h 35' 10" | 100                         |
| 2  | Thor Hushovd (NOR)       | Cervélo TestTeam   | + 2' 00"   | 80                          |
| 3  | Joan Antoni Flecha (ESP) | Team Sky           | m. t.      | 70                          |
| 4  | Roger Hammond (ENG)      | Cervélo TestTeam   | + 3' 14"   | 60                          |
| 5  | Tom Boonen (BEL)         | Quick Step         | m. t.      | 50                          |
| 6  | Bjorn Leukeman (BEL)     | Vacansoleil        | + 3' 20"   | 40                          |
| 7  | Filippo Pozzato (ITA)    | Team Katusha       | + 3' 46"   | 30                          |
| 8  | Leif Hoste (BEL)         | Omega Pharma-Lotto | + 5' 16"   | 20                          |
| 9  | Sebastien Hinault (FRA)  | AG2R La Mondiale   | + 6' 27"   | 10                          |
| 10 | Hayden Roulston (NZL)    | Team HTC-Columbia  | + 6' 59"   | 4                           |